# Navona Editorial
Navona Editorial és una editorial catalana fundada l'any 2007 i dirigida, des del 2015, per Pere Sureda fins que va entrar en concurs de creditors el 2021. L'any següent va ser reflotada amb el periodista Ernest Folch de director general i els empresaris Tatxo Benet i Jaume Roures com a socis capitalistes. Edita en català i castellà uns seixanta de llibres l'any tant de ficció com de no-ficció, combinant la descoberta de noves veus amb la recuperació de clàssics i de llibres descatalogats.
El primer títol que publicà fou Una llibretera de París, de Kerri Maher. La novel·la explica la història de Sylvia Beach, fundadora d'una de les llibreries parisenques més conegudes del món, la Shakespeare and Company, i editora de l'Ulisses de James Joyce.